# Nentershausen (Westerwald)

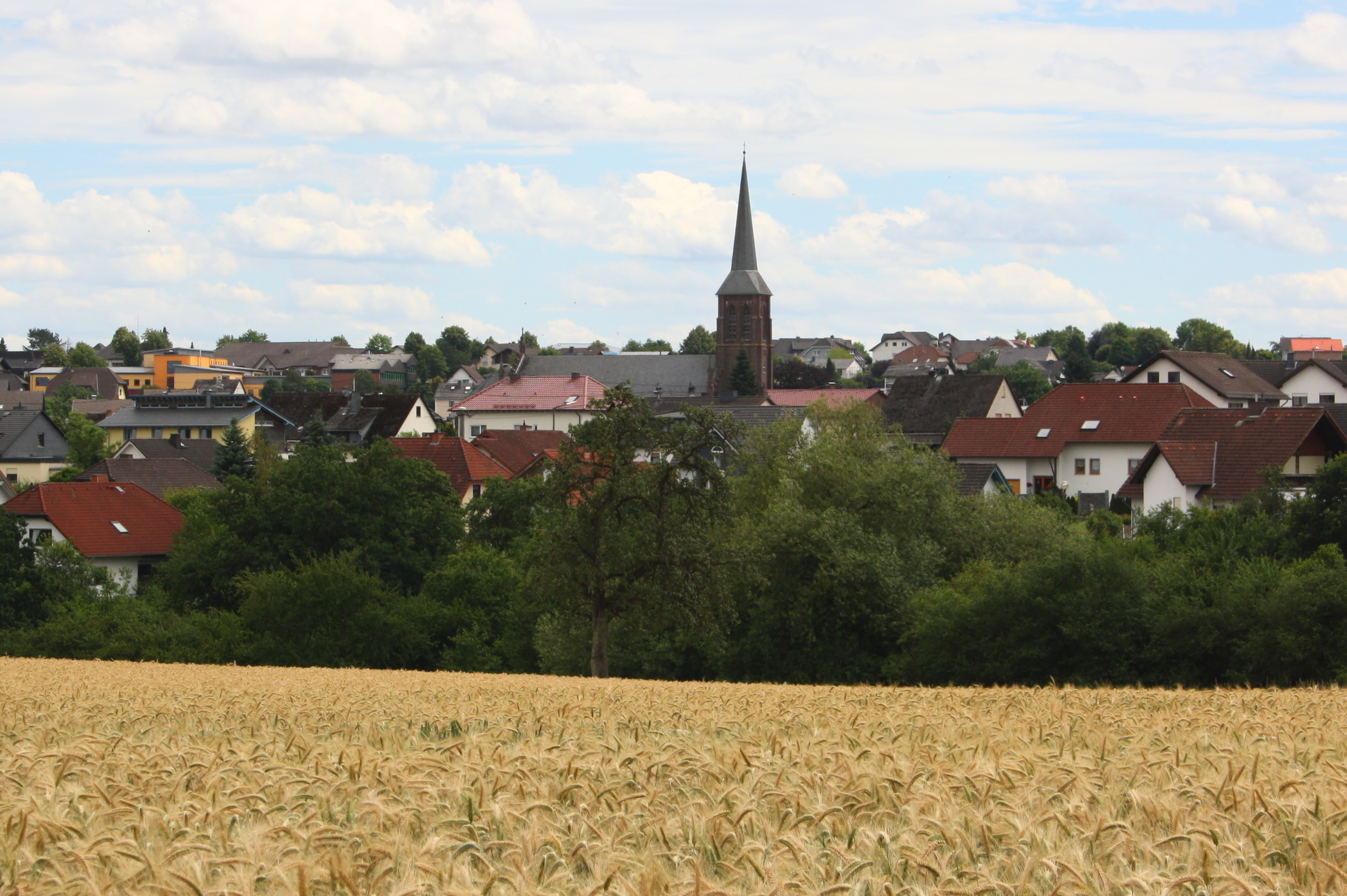
Blick auf Nentershausen (2020)

Nentershausen ist eine Ortsgemeinde im Westerwaldkreis in Rheinland-Pfalz. Sie gehört der Verbandsgemeinde Montabaur an.

## Geographie
Die Gemeinde liegt im Westerwald zwischen Limburg an der Lahn und Montabaur am Rande des Naturparks Nassau. Zu Nentershausen gehören auch die Wohnplätze Hof Willbach und Hof Schönholz.
Unmittelbare Nachbargemeinden sind Eppenrod, Kleinholbach (bei Girod), Görgeshausen, Heilberscheid, Niedererbach und Nomborn.

## Geschichte
Nentershausen wurde im Jahre 841 erstmals urkundlich erwähnt. Die Endung -hausen deutet auf eine Gründung nicht vor dem 6. Jahrhundert n. Chr. hin. Spätestens 1251 war Nentershausen Sitz eines Kirchspiels und damit auch einer weltlichen Verwaltungs- und Gerichtseinheit. Zum Kirchspiel Nentershausen gehörten die Orte Eppenrod, Heilberscheid, Nomborn, Niedererbach, Görgeshausen, Girod, Kleinholbach und Großholbach sowie die heute wüsten Ansiedlungen Oberisselbach, Sespenroth und Wenigenfrenz.
Im 13. Jahrhundert ging die Herrschaft an die Grafen von Diez. Diese schlossen das Kirchspiel Nentershausen mit den benachbarten Kirchspielen Hundsangen, Meudt, Salz zu einem Verbund zusammen, der über die folgenden Jahrhunderte meist unter einer einheitlichen Herrschaft bleiben sollte. 1564 fiel das Kirchspiel Nentershausen an Kurtrier.
Am 6. Mai 1861 wurde der Grundstein für den Neubau der Pfarrkirche St. Laurentius gelegt. Eine Ersetzung des baufälligen Vorgängerbaus war schon rund 40 Jahre zuvor erörtert worden. Die Kosten von rund 36.000 Gulden mussten als Folge einer juristischen Auseinandersetzung die vormaligen Zehntherren rund zur Hälfte tragen, die andere Hälfte die Gemeinden des Kirchspiels. 1867 wurde die Kirche fertiggestellt. 1957 musste der nicht mehr standsichere Turm abgetragen und neu errichtet werden.
Bevölkerungsentwicklung
Die Entwicklung der Einwohnerzahl der Gemeinde Nentershausen, die Werte von 1871 bis 1987 beruhen auf Volkszählungen:
| Jahr | Einwohner |
| 1815 | 468       |
| 1835 | 756       |
| 1871 | 849       |
| 1905 | 772       |
| 1939 | 1.001     |
| 1950 | 1.067     |

| Jahr | Einwohner |
| 1961 | 1.199     |
| 1970 | 1.498     |
| 1987 | 1.779     |
| 1997 | 2.068     |
| 2005 | 2.023     |
| 2023 | 2.109     |

## Politik

### Gemeinderat
Der Gemeinderat in Nentershausen besteht aus 16 Ratsmitgliedern, die bei der Kommunalwahl am 9. Juni 2024 in einer personalisierten Verhältniswahl gewählt wurden, und dem ehrenamtlichen Ortsbürgermeister als Vorsitzendem.
Die Sitzverteilung im Gemeinderat:
| Wahl | CDU | WGK * | WGR ** | Gesamt   |
| ---- | --- | ----- | ------ | -------- |
| 2024 | 5   | –     | 11     | 16 Sitze |
| 2019 | 6   | 4     | 6      | 16 Sitze |
| 2014 | 5   | 6     | 5      | 16 Sitze |
| 2009 | 5   | 6     | 5      | 16 Sitze |
| 2004 | 5   | 9     | 2      | 16 Sitze |

### Bürgermeister
Tobias Reusch wurde am 10. Juli 2024 Ortsbürgermeister von Nentershausen. Bei der Direktwahl am 9. Juni 2024 war er als einziger Bewerber mit einem Stimmenanteil von 86,5 % für fünf Jahre in sein Amt gewählt worden.
Reuschs Vorgänger waren Thomas Weidenfeller, der von 2014 bis 2024 Ortsbürgermeister war, und zuvor Helmut Ortseifen.

### Wappen
| Wappen von Nentershausen | Blasonierung: „Geteilt von Blau und Silber, oben ein schreitender, hersehender, rotgezungter, goldener Löwe, unten ein durchgehendes, rotes Balkenkreuz, bewinkelt mit gestielten, zur Kreuzmitte gewandten, roten Kleeblättern.“ |
| Wappen von Nentershausen | Wappenbegründung: Das Ortswappen ist nach den drei Gerichtssiegeln des Ortes gestaltet. Nentershausen, das aus der Erbschaft der Grafen von Diez stammte, wurde 1564 endgültig Kurtrier zugeteilt. Die gemeinsame trierisch-nassauische Gebietsherrschaft löste erst der Diezer Vertrag von 1564. Der Diezer Löwe und das kurtrierische Kreuz zeigen dieses gemeinsame politische Schicksal. Die Kleeblätter sind als spezielles Ortszeichen von Nentershausen zu werten. |

### Partnerschaften
- Partnergemeinde ist Vieux-Berquin in Nordfrankreich.

## Kultur und Sehenswürdigkeiten
- Siehe auch Liste der Kulturdenkmäler in Nentershausen

### Bauwerke

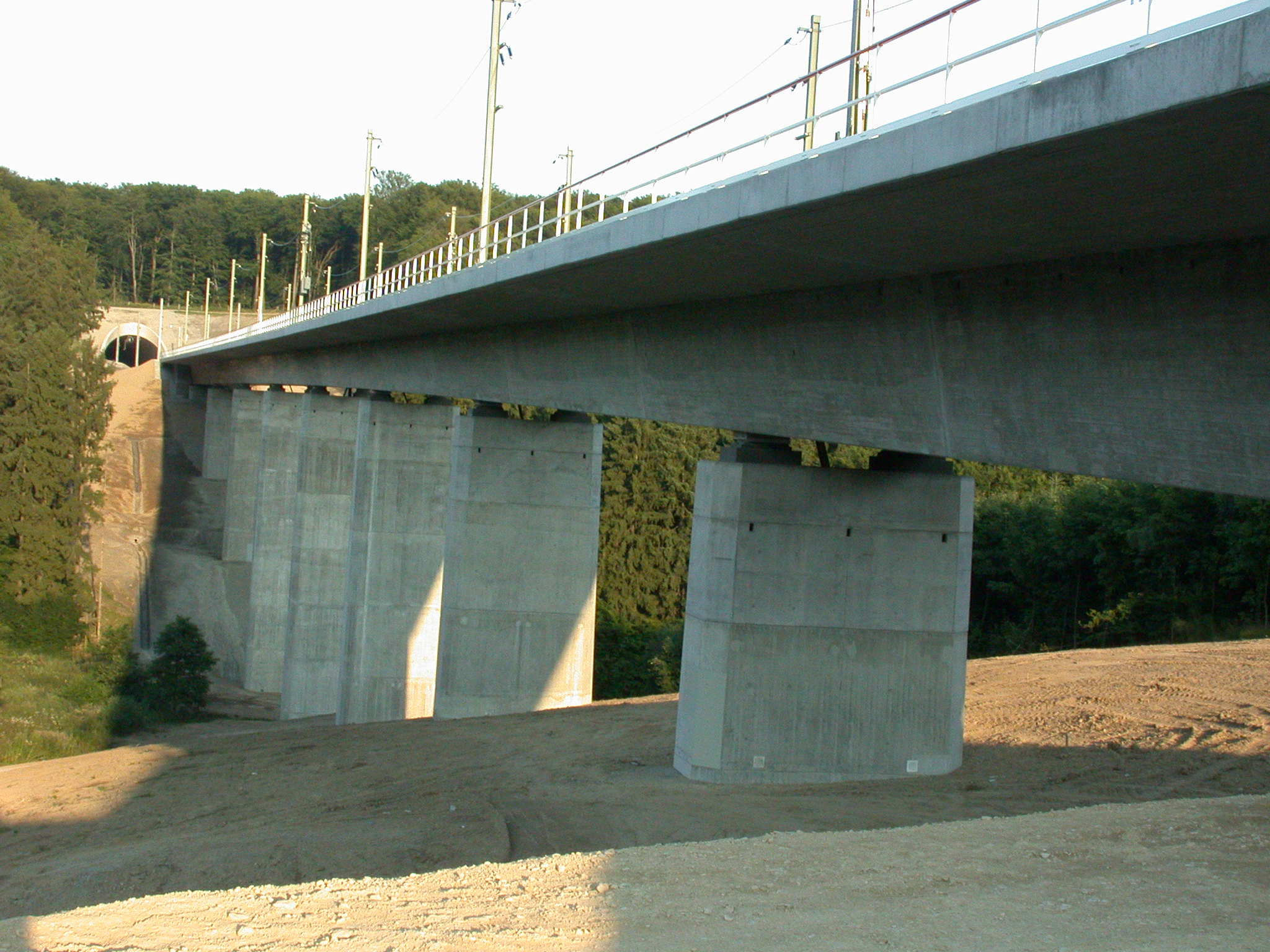
Die Wiesengrund-Talbrücke der Schnellfahrstrecke Köln – Rhein-Main nahe Nentershausen, fotografiert während der Bauphase 2001

- St. Laurentius, erbaut von 1864 bis 1867.
- gut erhaltene/restaurierte Fachwerkhäuser aus dem 19. Jahrhundert
- Bürgerhaus 2005
- Sport- und Veranstaltungshalle Freiherr-vom-Stein-Halle 1985
- Realschule Plus (1965) Umbau 2015 und Grundschule (1998)
- Feuerwehrhaus (1990)

### Regelmäßige Veranstaltungen
- Kirmes am Sonntag nach dem 10. August (Laurentiustag)
- Fastnachtsfeiern in der 5. Jahreszeit
- Familienwandertag der Freiwilligen Feuerwehr am 1. Mai
- Schlachtfest des DRK OV Nentershausen im Januar
- Nentershäuser Weinfest, ausgerichtet vom Männerchor MGV „Eintracht“ 1905 Nentershausen, immer am 2. Wochenende im September

### Sport
Die Eisbachtaler Sportfreunde, auch „Eisbären“ genannt, verfügen über eine Fußballmannschaft, die in der Oberliga Rheinland-Pfalz/Saar spielt. Die Heimspiele werden im Eisbachtalstadion ausgetragen.

## Wirtschaft und Infrastruktur
Bedeutende Arbeitgeber sind Unternehmen aus den Bereichen Tankstellenbau, Behälter und Apparatebau, Verkehrstechnik, Baustoffe (Dachpappe), Kunststoffbearbeitung, Fördertechnik neben Handwerksbetrieben aus dem Baunebengewerbe.
Ein Großteil der arbeitenden Bevölkerung pendelt nach Limburg, Frankfurt, Montabaur und Koblenz.

### Verkehr
- Die nächste Autobahnanschlussstelle ist Diez an der A 3 Köln – Frankfurt am Main, etwa einen Kilometer entfernt.
- Nentershausen ist durch die Busse der Linie 450 (Montabaur – Nentershausen – Diez – Limburg) der Rhein-Mosel-Bus und die Busse der Linie 575 (Nentershausen – Hambach – Diez) der Martin Becker GmbH an den ÖPNV angeschlossen.
- ICE-Anbindung durch die Bahnhöfe Limburg Süd und Montabaur an der Schnellfahrstrecke Köln–Rhein/Main. Entfernung über die A 3 jeweils knapp zwölf Kilometer. Auf dem Gebiet der Gemeinde verläuft die Strecke unter anderem im Tunnel Lange Issel.
- markierte Wanderwege rund um den Ort

### Bildung
Kindergarten, Grundschule und Realschule plus Schule (Mittlere Reife); weiterführende und berufsbildende Schulen in Montabaur, Diez und Limburg.